# Kockás busalepke
A kockás busalepke (Carterocephalus palaemon)  a rovarok (Insecta) osztályának a lepkék (Lepidoptera) rendjéhez, ezen belül a busalepkefélék (Hesperiidae) családjához tartozó faj.

## Elterjedése
- A Csendes-óceán partvidékén:
  - Ázsiában Japántól, illetve Koreától a Bering-szorosig,
  - Észak-Amerikában Kaliforniától Közép-Alaszkáig;
- Észak-Amerikában ezen kívül egész Kanadában és többhelyütt az USA északi határvidékén;
- Ázsiában még Koreától és a Távol-Kelettől az Urálig, majd tovább Európába;
- Európában szinte mindenütt a Mediterráneum kivételével (Skóciának csak egyes vidékein és Norvégiában is csak kis foltokon, főleg a svéd határ mentén).

### Élőhelye
Főleg a mészkőhegységeket kedveli. Leginkább erdei tisztásokon, vizenyős réteken és patakpartokon találkozhatunk vele.

## Megjelenése
Fekete alapszínű szárnyait négyzetes, narancssárga foltok tarkázzák. Alulnézetben az elülső szárnypár feketén pöttyözött narancsszínű; a narancsvörös alapszínű hátsó párat feketével keretezett, krémszínű pöttyök díszítik. A szárny fesztávolsága 2,5–3,2 cm; a nőstények kissé nagyobbak a hímeknél.

## Életmódja
Évente egy, hosszú életű nemzedéke kel ki, és áprilistól júliusig röpül. Az imágók a virágok nektárjával táplálkoznak. A hímek a gyepszint növényei közt röpködve keresik a párzani hajlandó nőstényeket. A nőstény petéit egyesével rakja a gazdanövény leveleire. A hernyó a levelekből zsákot sző magának, és különféle anyagokat ragaszt rá. Ebben a zsákban lakik, táplálkozik és telel át. Tavasszal bábozódik be.
A hernyók Kaliforniában különféle füveken élnek; fő gazdanövényük a nádtippan (Calamagrostis purpurascens), Európában fő gazdanövényeik általában a rozsnok (Bromus) fajok, de például Skóciában a nyugati kékperje (Molinia caerulea), Angliában pedig az erdei szálkaperje (Brachypodium sylvaticum).

## Alfajai
- C.p. palaemon (Pallas, 1771) - Közép-Európától Oroszország Csendes-óceáni partvidékéig.
- C.p. borealis Lingonblad - Fennoskandiában.
- C.p. mandan (W.H.Edwards, 1863) Észak-Amerikában.
- C.p. albiguttata (Christoph, 1893) - a Urál középső részén és Szibériában.
- C.p. murasei (Matsumura, 1925) - Dél-Szahalinon.
- C.p. satakei (Matsumura, 1919) - Honsú szigetén.
- C.p. akaishianus (Fujioka, 1970) - Honsú szigetén.